# Момент сили
Моме́нт си́ли, оберта́льний момент, крутни́й момент — векторна фізична величина, що дорівнює векторному добутку радіус-вектора, проведеного від заданої точки (відносно якої він розраховується) до точки прикладення сили, на вектор цієї сили. Момент сили є мірою зусилля, спрямованого на зміну швидкості обертового руху тіла.
Момент сили зазвичай позначають латинською літерою {\displaystyle \mathbf {M} } і вимірюють в SI в Н{\displaystyle \cdot }м, що збігається із розмірністю енергії.

## Визначення

Залежності між силою F, моментом сили τ (M), імпульсом p і моментом імпульсу L

Момент сили {\displaystyle \mathbf {F} }, яка діє на матеріальну точку із радіус-вектором
{\displaystyle \mathbf {r} } визначається як
{\displaystyle \mathbf {M_{0}} =\mathbf {r} \times \mathbf {F} }.
тобто є векторним добутком радіус-вектора {\displaystyle \mathbf {r} } на силу {\displaystyle \mathbf {F} }.
Момент сили — це вектор перпендикулярний як до радіус-вектора точки, так і до сили, яка на цю точку діє.
За абсолютною величиною момент сили дорівнює добутку сили на плече або
{\displaystyle M_{0}=Fr\sin \alpha \,},
де α — кут між напрямком сили й радіус-вектором точки.
Момент сили адитивна величина, тобто момент сил, що діють на систему матеріальних точок, дорівнює сумі моментів сил, які діють на окремі точки системи.
{\displaystyle \mathbf {M} =\sum _{i}\mathbf {r} _{i}\times \mathbf {F} _{i}}
Характерною властивістю моменту сили є те, що в останню формулу входять лише зовнішні сили, а взаємодію матеріальних точок між собою можна не враховувати, оскільки згідно із третім законом Ньютона сили, які діють на пару точок рівні за величиною й обернені за напрямком. Враховуючи цей факт, легко показати, що плече таких сил дорівнює нулю.

## Механіка Лагранжа
При обертанні тіла навколо якоїсь осі, природною узагальненою координатою є кут повороту {\displaystyle \varphi }.
У цьому випадку момент сили відіграє роль узагальненої сили
{\displaystyle M={\frac {\partial {\mathcal {L}}}{\partial \varphi }}},
де {\displaystyle {\mathcal {L}}} — функція Лагранжа.